# 1777

## أحداث
- 6 أغسطس - وقوع معركة اوريسكاني خلال حرب الاستقلال الأمريكية.

## مواليد
- ألكسندر الأول
- توماس فولر
- سليمان الحلبي
- فرانشيسكو الأول ملك الصقليتين
- كارل فريدريش جاوس
- محمد بن إسماعيل الصنعاني
- ناثانييل بيتجر
- هانز كريستيان أورستد
- هاينريش فون كلايست

## وفيات
- يوهان لامبرت
- 11 يونيو - أحمد بن المهدي الغزال، فقيه ودبلوماسي مغربي.